# Aplogompha saumayaria
Aplogompha saumayaria är en fjärilsart som beskrevs av William Schaus 1923. Aplogompha saumayaria ingår i släktet Aplogompha och familjen mätare. Inga underarter finns listade i Catalogue of Life.